# 삼중항 손실

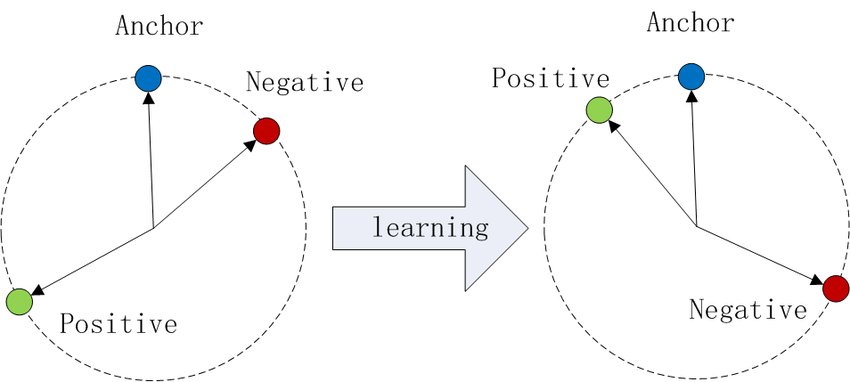
삼중항 손실의 효과, 양성이 음성보다 앵커에 접근한다.

삼중항 손실(Triplet loss)은 기준 입력(앵커)를 일치하는 입력(양성)과 불일치하는 입력(음성)과 비교하는 손실 함수다. 한번에 3개의 입력을 비교한다는 뜻에서 삼중항이라고 한다.

## 같이 보기
- 유사도 학습
- 샴 신경망